# Слободські Дубровки
Слобо́дські Дубро́вки (рос. Слободские Дубровки, ерз. Слободские Дубровки) — село у складі Краснослободського району Мордовії, Росія. Адміністративний центр та єдиний населений пунктСлободсько-Дубровського сільського поселення.
Населення — 505 осіб (2010; 562 у 2002).
Національний склад (станом на 2002 рік):
- росіяни — 84 %